# 石幕站
石幕站（韓語：석막역）是朝鮮民主主義人民共和國咸镜北道富宁郡石幕劳动者区的一個鐵路車站，属于咸北线。

## 邻近车站
咸北线
输城站 - 石幕站 - 章兴站